# Theridion laevigatum
Theridion laevigatum är en spindelart som beskrevs av John Blackwall 1870. Theridion laevigatum ingår i släktet Theridion och familjen klotspindlar.
Artens utbredningsområde är Italien. Inga underarter finns listade i Catalogue of Life.